# Eresus adaleari
Eresus adaleari – gatunek pająków z rodziny poskoczowatych.
Gatunek ten opisany został po raz pierwszy w 2020 roku przez Alirezę Zamaniego i Tamása Szűtsa na łamach „Zootaxa”. Opisu dokonano na podstawie pojedynczego samca. Jako miejsce typowe wskazano irański Szahrud. Epitet gatunkowy nadano na cześć Adama Oleariusa, który w 1656 roku jako pierwszy wykazał pająka z Iranu.
Holotypowy samiec ma ciało długości 7,8 mm przy karapaksie długości 4,3 mm, szerokości 2,9 mm i wysokości 2 mm. Karapaks jest jasnobrązowy, gęsto porośnięty długimi, białymi szczecinkami, w części tułowiowej niemal tak szeroki jak w głowowej. Okolica oczu jest stroma. Szczękoczułki porośnięte są białymi i jasnobrązowymi szczecinkami. Odnóża pary pierwszej i drugiej mają na bliższych i dalszych końcach rzepek, goleni i nadstopi białe obrączki. Odnóża pary trzeciej i czwartej mają podłużne paski białych szczecinek na udach, rzepkach, goleniach i nadstopiach. Szczecinki makroskopowe obecne są na spodzie goleni, nadstopi i stóp wszystkich par odnóży. Opistosoma (odwłok) jest biaława z brązowym marmurkowaniem, a z wierzchu także z brązowymi łatami przy dwóch przednich parach sigilli. Nogogłaszczki mają bulbus o okrągławym tegulum oraz głębokim i szerokim rowku lamellarnym o rozbieżnych bokach. Konduktor ma dobrze rozwinięty, lekko zakrzywiony, gruby ząbek terminalny oraz gładką i w części bliższej lekko wklęśniętą krawędź ektalną.
Gatunek palearktyczny, znany wyłącznie z lokalizacji typowej w północno-wschodnim Iranie.